# Gaven (film fra 1992)
 For alternative betydninger, se Gaven. (Se også artikler, som begynder med Gaven)
Gaven er en dansk kortfilm fra 1992 instrueret af Frants A. Pandal efter eget manuskript.

## Handling
Instruktørens barndomsoplevelser danner grundlag for denne rejse tilbage i tiden, hvor seerne gennem barndomsøjne bliver vidne til hvordan den forkerte gave, givet med de bedste intentioner, bliver modtaget med stor skuffelse og foragt.